# Mimar Sinan
Koca Mimar Sinan Ağa (osmanska: قوجو معمار سنان آغا; turkiska: Mimar Sinan), född 15 april 1489 i Anatolien, död 17 juli 1588 i Istanbul, var en osmansk arkitekt och ingenjör.
Sinan var från 1538 arkitekt åt sultanerna Süleyman I, Selim II och Murad III och var verksam i hela osmanska riket, från Budapest till Damaskus, där han lär ha ritat 334 större offentliga byggnader. Antalet byggnader han ritade är ett vittnesbörd om det osmanska rikets välstånd vid denna tid. Sinan tillskrivs med säkerhet 81 fredagsmoskéer för gemensamhetsgudstjänster, 50 mindre moskéer, 55 skolor, 34 palats, 33 offentliga bad och 19 mausoleer. Därtill ritade han bland annat sjukhus och broar.
Som sitt mästerverk betraktade Sinan Selimiyemoskén (byggd 1567-74) i Edirne i europeiska Turkiet, och den anses allmänt som ett av de främsta arkitektoniska verken från det osmanska rikets storhetstid. Han har även byggt den berömda Süleymaniyemoskén i Istanbul (1550-57). Stari most i Mostar gjordes av hans elev Mimar Hajrudin.
Sinan var son till en stenhuggare, fick teknisk utbildning och blev militäringenjör. Han steg snabbt i graderna och blev först officer och sedan kommendör över janitsjarerna, med hederstiteln ağa. Under ett fälttåg med janitsjarerna förfinade han sina arkitekt- och ingenjörskunskaper och blev expert på att bygga olika former av befästningar, liksom andra militära infrastrukturella projekt, såsom vägar, broar och akvedukter. Då han var omkring femtio år gammal utsågs han till kunglig chefsarkitekt och kunde då tillämpa de kunskaper som han fått inom det militära att skapa religiösa och civila byggnader av alla de slag. Han blev kvar på denna post i nästan 50 år.
Han ledde en omfattande myndighet och utbildade många assistenter, som i sin tur också blev betydande, däribland Sedefkar Mehmed Agha, arkitekten bakom Blå moskén i Istanbul. Han betraktas som den främsta arkitekten inom den klassiska perioden inom den osmanska arkitekturen, och har jämförts med Michelangelo, som var hans samtida i västvärlden. Michelangelo och hans planer för Peterskyrkan i Rom var välkända i Istanbul, sedan han och Leonardo da Vinci hade inbjudits, den ene 1502 och den andre 1505, av Höga porten för att diskutera ett brobygge över Gyllene hornet.

## Bakgrund och barndom
Enligt den samtida levnadstecknaren Mustafa Sâi Çelebi, föddes Sinan 1489 (enligt Encyclopædia Britannica föddes Sinan cirka 1490 och 1491 enligt Dictionary of Islamic Architecture) i den lilla orten Aghurnas (nuvarande Mimarsinanköy) nära staden Kayseri i Anatolien (vilket uppgavs av Sultan Selim II). Han hette då Joseph och var antingen armenier eller grek Ett argument som stöder teorin att han hade armenisk bakgrund är ett brev som han skrev till Selim II 1573, där han bad sultanen att hans släktingar skulle slippa att bli skickade i exil till Cypern tillsammans med Kayseris övriga armeniska befolkning. De forskare som menar att han hade grekisk bakgrund har kommit fram till att hans far var en stenhuggare och snickare, vid namn Christos ("Χρήστος"), ett vanligt grekiskt namn som betyder Kristus. Det är troligt att han hade både armeniskt och grekiskt ursprung, från faderns och moderns familjer, då många från båda dessa etniska grupper bodde i Kayseri-trakten under denna tid. Vad som är säkert är att de hörde till den östortodoxa kristna tron då detosmanska arkiv registrerade endast religiös tillhörighet hos befolkningen vid denna tid. Begreppet etnicitet var irrelevant i det religionsbaserade osmanska milletsystemet.
Sinan (Joseph) hjälpte sin far med arbetet under uppväxten och när han blev inkallad så kunde han grunderna kring byggnadsarbete. Det finns tre korta stycken bevarade i Topkapipalatsets bibliotek, där Sinan dikterat till sin vän Mustafa Sâi Çelebi. (Anonymous Text; Architectural Masterpieces; Book of Architecture). I dessa avslöjar Sinan några detaljer om sin ungdom och militärkarriär. Fadern omnämns som "Abdülmenan" eller "Abdullāh" (arabiska عبد الله), med betydelsen Guds tjänare som kristna fäder till muslimska konvertiter kallades.

## Militär karriär
År 1512 inkallades Sinan via devshirmesystemet. Han åkte till Istanbul med janitsjarerna och konverterade till islam. Han var för gammal (över 21 år) för att gå på den kejserliga Enderun-skolan i Topkapipalatset men kunde få utbildning i en filial. Vissa källor visar att han kan ha tjänat hos storvesir Pargalı İbrahim Pasha som novis på Ibrahim Pasha-skolan. Det är möjligt att han fick namnet Sinan där. Till en början fick han utbildning i snickeri och matematik, men kunde snart assistera de ledande arkitekterna och utbildades till arkitekt.
Under de följande sex åren fick han även utbildning som janitsjarofficer (acemioğlan). Det är möjligt att han var med Selim I på hans sista fälttåg till Rhodos, men då sultanen dog avslutades detta fälttåg. Två år senare bevittnade han erövringen av Belgrad. Han var med vid slaget vid Mohács, som leddes av den nya sultanen Suleiman den store. Mimar Sinan steg i graderna och stationerades i Österrike. År 1535 deltog han i Bagdadfälttåget och 1537 for han på en expedition till Korfu och Apulien och slutligen till Moldavien.
Under alla dessa fälttåg visade han att han var en skicklig ingenjör och duktig arkitekt. Under fälttåget österut hjälpte han till att bygga försvarsverk och broar, som en bro över Donau. Han gjorde om kyrkor till moskéer. Under fälttåget till Persien 1535 byggde han skepp så att armén och artilleriet skulle kunna ta sig över Vansjön. För detta fick han titeln Haseki'i, i sultanens livvakt, en rang som motsvarade janitsjarernas titel ağa.
Då Chelebi Lütfi Pasha blev storvesir 1539, fick Sinan, som tidigare tjänat under honom, en betydande post, som lade grunden till en enastående karriär. Hans uppgift var att övervaka byggnader och flödet av gods inom det osmanska riket. Han ritade och uppförde även broar, vattenledningsverk och broar. Hans inflytande ökade under de kommande åren och han blev chef över hovarkitekterna och utbildade assistenter, ställföreträdare och elever.

## Arbete
Genom sina erfarenheter som arméingenjör fick Sinan en empirisk inställning till arkitektur, snarare än en teoretisk. Det hade även stora västerländska renässansarkitekter, som Brunelleschi och Michelangelo.
Olika källor uppger att Sinan var arkitekten bakom omkring 360 byggnader, däribland 84 moskéer, 51 småmoskéer ("mescit"), 57 teologiskolor ("medrese") 7 skolor för koranrecitatörer ("darülkurra"), 22 mausoleum ("türbe"), 17 fattighus ("imaret"), 3 sjukhus ("darüşşifa"), 7 akvedukter och bågar, 48 värdshus ("caravansary"), 35 palats och herrgårdar, 8 valv och 46 badhus. Han var den högste ansvarige för alla byggnadsverk som uppfördes i det osmanska riket i nästan 50 år och arbetade med en stor grupp arkitekter och byggmästare.
Hans karriärs utveckling och mognadsfaser kan illustreras av tre av hans stora verk. De första två ligger i Istanbul, Şehzademoskén, från hans lärlingsperiod och Süleymaniyemoskén från hans kvalificeringsperiod. Selimiyemoskén i Edirne byggdes under hans mästarfas. Şehzademoskén var den första av de stora moskéerna han byggde. Mihrimah Sultan-moskén, även känd som Üsküdar Quay-moskén, stod färdig samma år, och har en originell design, då dess stora kupol, stöds av tre halvkupoler. Då Sinan var 70 år gammal färdigställde han Süleymaniyekomplexet. Denna byggnad, som ligger på en av Istanbuls kullar, vid Gyllene hornet, byggd i Süleyman den stores namn, är ett av de symboliska monumenten över denna tid.
Sinan ritade även unika mausoleer. Şehzade Mehmeds mausoleum är känt för sin exteriör och sin dom. Rüstem Paşas mausoleum är byggt i en klassisk stil. Süleyman den stores mausoleum är ett intressant experiment, med en åttakantig byggnad med en platt kupol. Selim II:s mausoleum är ett av de bästa exemplen på turkisk mausoleumarkitekur. Sinans eget mausoleum, som ligger i den nordöstra delen av Süleymaniyekomplexet, är en mycket enkel byggnad.
Sinan lyckades kombinerar konstnärlighet med funktionalism i de broar han byggde. Den största av dessa är den nästan 645 meter långa Büyükçekmecebron. Andra exempel är Ailivribron, Lüleburgazbron (Sokullu Mehmet Pasha-bron) över Lüleburgazfloden, Sinanlıbron över Ergenefloden och Drinabron, som fick sitt namn från en roman av den jugoslaviska författaren Ivo Andrić.
Sinan underhöll och förbättrade vattensystemet i Istanbul och byggde akvedukter på olika platser i staden. Mağlovabågen över Alibeyfloden, som har två våningar av valvbågar, är ett av de bästa exemplen av sitt slag.
I början av Sinans karriär var den osmanska arkitekturen väldigt pragmatisk. Man baserade dem på tidigare byggnader och enkla skisser och satte snarare samman delar än tillämpade ett helhetskoncept. En arkitekt kunde skissa en ritning till en ny byggnad och en assistent eller förman visste vad som behövde göras, eftersom unika idéer undveks. Dessutom använde arkitekterna stora säkerhetsmarginaler, vilket gjorde att onödigt mycket material användes och onödigt arbete gjordes. Sinan ändrade på detta steg för steg. Han förändrade etablerad arkitekturpraxis, han förbättrade och förfinade det traditionella genom uppfinningsrikedom, för att nå perfektion.

## Död

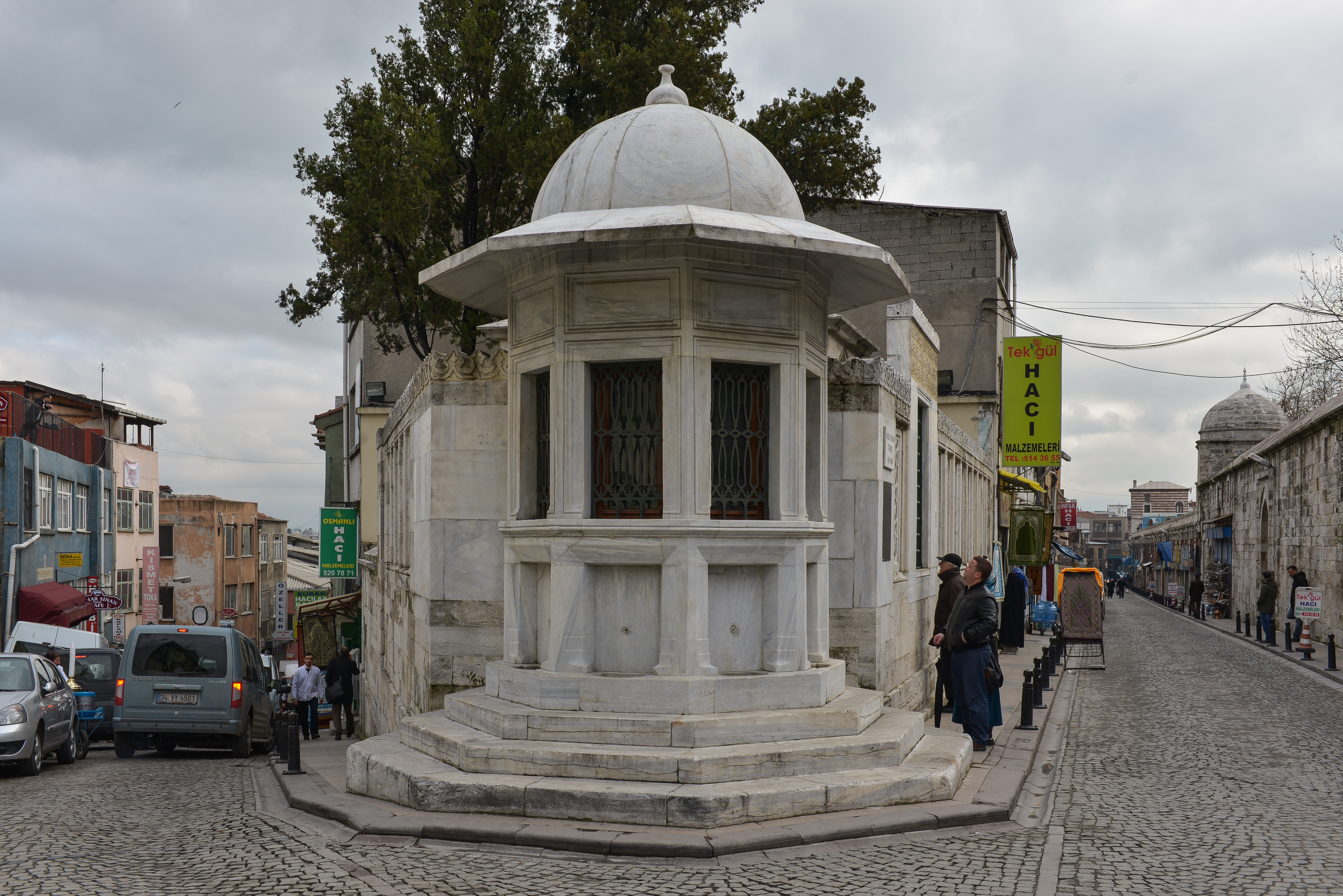
Sinans türbe i Istanbul.

Sinan avled den 7 juli 1588 i en ålder av 99 år och är begravd i Istanbul, i en türbe designad av honom själv, vid kyrkogården utanför Süleymaniyemoskén i norr, tvärs över en gata som kallas Mimar Sinan Caddesi efter honom. Han begravdes nära sultan Süleyman I och hans fru Haseki Hürrems grav.
Sinan har även namngett:
- Nedslagskratern Sinan på planeten Merkurius.[21]
- Ett turkiskt universitet, Mimar Sinanuniversitetet i Istanbul.

Sinans porträtt avbildades på baksidan av den turkiska 10 000-lirasedeln 1982 – 1995.

## Byggnader

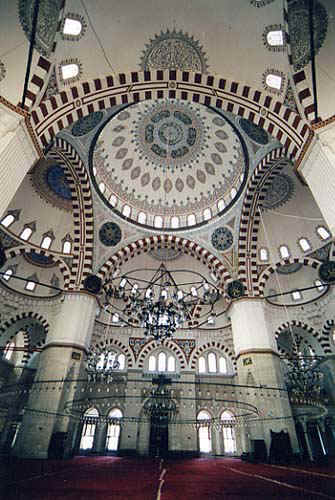
Şehzademoskén i Istanbul.

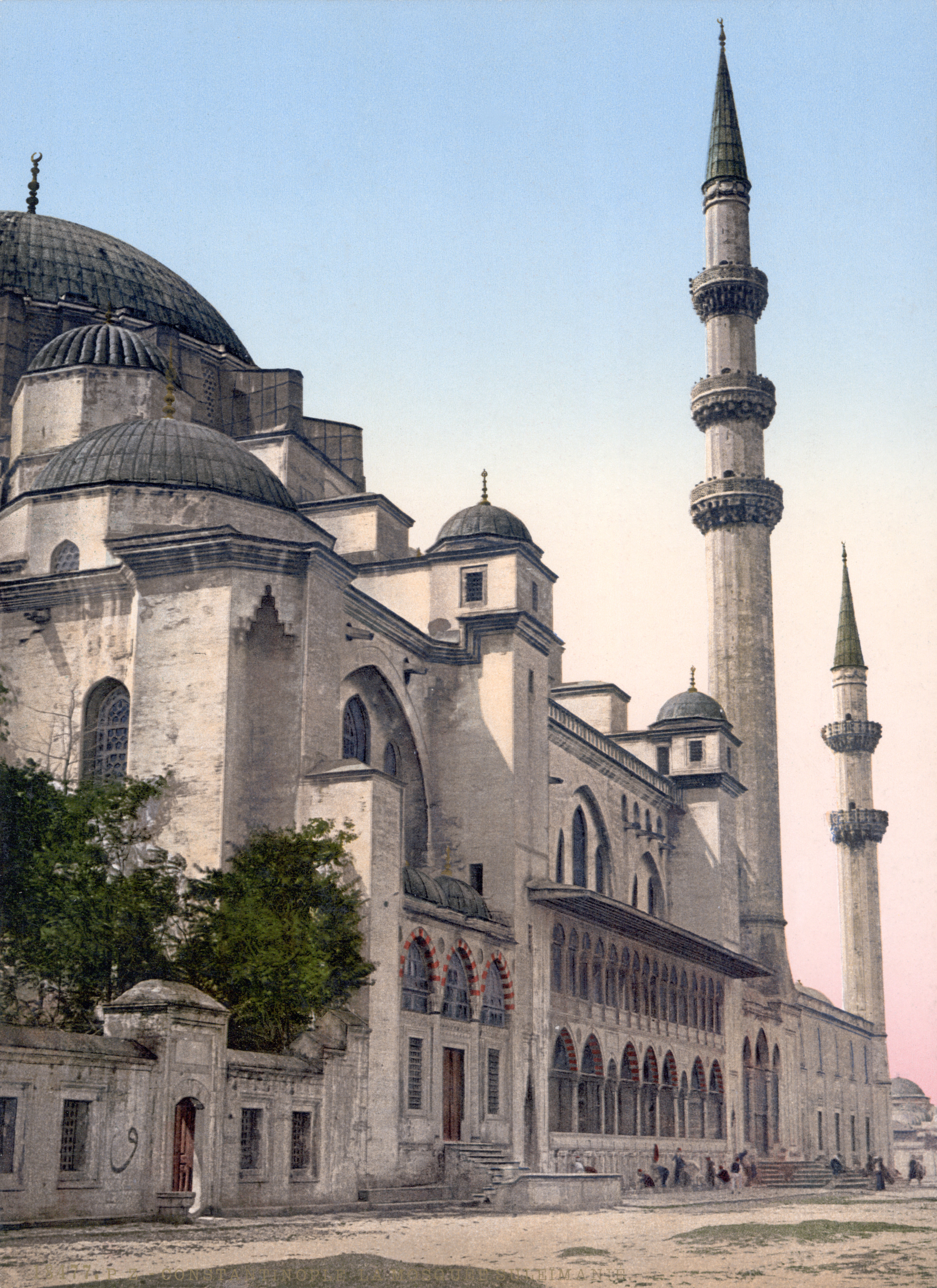
Süleymaniyemoskén i Istanbul.

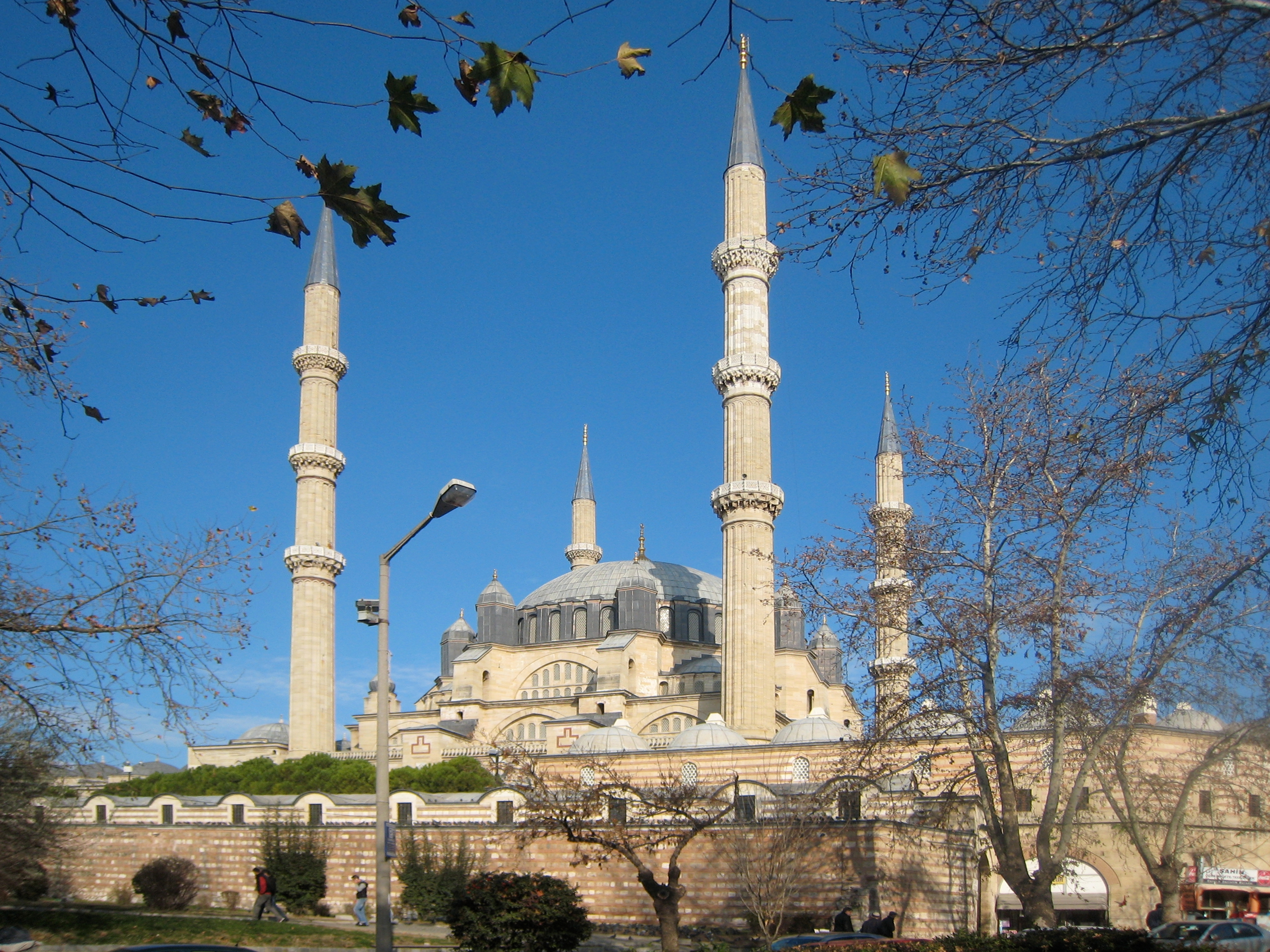
Selimiyemoskén i Edirne.

Under sina 50 år på posten som rikets arkitekt, anses Sinan ha uppfört eller varit ansvarig för 476 byggnadsverk (varav 196 är bevarade), enligt den officiella listan över hans verk, Tazkirat-al-Abniya. Han ritade inte dem alla själv, han litade på sin arbetsgrupp, men tog äran och ansvaret över deras arbete. Som janitsjar, och därigenom sultanens slav, var han främst ansvarig inför sultanen. På sin lediga tid ritade han byggnader åt chefstjänstemännen och delegerade uppgiften att uppföra mindre viktiga byggnader i provinserna åt sina assistenter.
- 94 stora moskéer (camii),
- 57 colleges,
- 52 små moskéer (mescit),
- 48 badhus (hamam),
- 35 palats(saray),
- 22 mausoleum (türbe),
- 20 karavanserajer
- 17 allmänna kök (imaret),
- 8 broar,
- 8 magasin eller spannmålsmagasin.
- 7 koranskolor (medrese),
- 6 akvedukter,
- 3 sjukhus (darüşşifa)
- Azapkapi Sokullu-moskén i Istanbul
- Caferağa Medresseh
- Selimiyemoskén i Edirne
- Süleymaniyekomplexet
- Kılıç Ali Pashakomplexet
- Molla Çelebi-moskén
- Hasekibadet
- Piyale Pasha-moskén
- Şehzademoskén
- Mihrimah Sultan-moskén i Edirnekapı
- Mehmed Paša Sokolović-bron i Višegrad
- Nisanci Mehmed Pasha-moskén
- Rüstem Pasha-moskén
- Zal Mahmud Pasha-moskén
- Kadirga Sokullu-moskén
- Koursoum-moskén eller Osman Shah-moskén i Trikala
- Al-Takiya Al-Suleimaniya i Damaskus
- Yavuz Sultan Selim Madras
- Mimar Sinan-bron i Büyükçekmece
- Uspenie Bogorodichno i Uzundzhovo
- Tekkiye-moskén
- Khusruwiyah-moskén
- Kapell vid Västra muren